# Recuperação de relógio
Alguns fluxos de dados digitais, especialmente fluxos de dados seriais de alta velocidade (tais como o fluxo bruto de dados da cabeça magnética de um acionador de disquete) são enviados sem o acompanhamento dum sinal de clock. O receptor gera um clock de uma freqüência de referência aproximada e então alinha as fases para as modulações no fluxo de dados através de phase-locked loop (PLL). Este processo é geralmente conhecido como recuperação de relógio (clock and data recovery ou CDR em inglês).  
Para que este esquema funcione, um fluxo de dados deve modular com freqüência suficiente para corrigir qualquer desvio no oscilador PLL. O limite de tempo para que uma unidade de recuperação de relógio possa operar sem uma modulação é conhecido como sua especificação consecutive identical digits (CID) máxima. Para assegurar modulações freqüentes, algum tipo de codificação deve ser usada; a 8B/10B é muito comum, enquanto que a codificação Manchester serve ao mesmo propósito em antigas revisões de LANs 802.3.